# Alberto Rojo Blas
Alberto Rojo Blas (Guadalajara, 27 de enero de 1975) es un político español. Fue alcalde de Guadalajara desde 2019 hasta 2023, por el Partido Socialista Obrero Español.

## Biografía
Nació en la que era la Residencia Vieja de la capital alcarreña. Su padre trabajaba en una fábrica, en Vicasa. Su abuelo, Isidoro Blas (1906-2004) era socialista, y ha sido su referente social y político. De pequeño además de hablarle de los movimientos sociales y políticos que había en España, le insistió en la necesidad de convivir.
Con siete años asistió al Club Deportivo Guadalajara. Inició sus estudios de educación básica en el colegio Alvar-Fáñez de Minaya, en Guadalajara. Posteriormente realizó una Diplomatura en Ciencias Empresariales en la Universidad de Alcalá.
Trabajó como empleado en la empresa de transporte y logística Grupo Pol (2010-2015). 
Está casado y tiene un hijo.

## Trayectoria política
Se inició en política en las Juventudes Socialistas de Guadalajara, asumiendo su primera responsabilidad política como secretario general de estas. Fue alcalde de Hita (2003-2011) y diputado regional de la sexta legislatura de las Cortes de Castilla-La Mancha (2003-2007), y delegado provincial de Industria. 
Secretario de organización del PSOE en Guadalajara (2004-2008). En 2008 entró en la ejecutiva regional y en 2011 en la ejecutiva provincial. Nombrado delegado de la Junta de Comunidades de Castilla-La Mancha en Guadalajara (2015-2019). Fue investido alcalde de Guadalajara el 15 de junio de 2019, cargo que desempeñó hasta el 17 de junio de 2023, cuando la candidata popular, Ana Guarinos, se hizo con la alcaldía de Guadalajara tras las elecciones municipales del 28 de mayo.